# Saori Takarada
Saori Takarada (jap. 宝田 沙織, Takarada Saori; * 27. Dezember 1999 in Tateyama, Präfektur Toyama) ist eine japanische Fußballnationalspielerin.

## Karriere

### Verein
Takarada spielte in der Jugend für die Cerezo Osaka Sakai Ladies. Sie begann ihre Karriere bei Cerezo Osaka Sakai Ladies.
Im Dezember 2020 erhielt sie einen Zweijahresvertrag bei Washington Spirit.  In der NWSL 2021 belegte sie mit Washington nach der Punktspielrunde den dritten Platz und erreichte in den Playoffs das Finale, das mit 2:1 nach Verlängerung gegen die Chicago Red Stars gewonnen wurde, womit Washington Spirit erstmals den Titel gewann.
Im Januar 2022 wurde sie an Linköpings FC verkauft.

### Nationalmannschaft
Mit der japanischen U-17-Nationalmannschaft qualifizierte sie sich für die U-17-Weltmeisterschaft der Frauen 2016, wo die Japanerinnen das Finale erreichten und mit 4:5 im Elfmeterschießen gegen Nordkorea verloren. Takarada erzielte zwei Tore in den Gruppenspielen. Mit der japanischen U-19-Nationalmannschaft qualifizierte sie sich durch den Gewinn der U-19-Asienmeisterschaft, bei der sie mit fünf Toren zweitbeste Torschützin war, für die U-20-Weltmeisterschaft der Frauen 2018, bei der die  Japanerinnen erstmals den Titel gewannen. Mit fünf Toren, darunter eins beim 3:1-Finalsieg gegen Spanien, war Takarada drittbeste Torschützin des Turniers und erhielt den Silbernen Ball als zweitbeste Spielerin.
Takarada wurde als einzige Spielerin ohne Länderspiel in den japanischen Kader der Weltmeisterschaft der Frauen 2019 berufen. Bei der WM kam sie im ersten Gruppenspiel gegen Argentinien in der 90. Minute ins Spiel, konnte am torlosen Endstand aber auch nichts mehr ändern. Im dritten Gruppenspiel gegen England wurde sie in der 85. Minute, eine Minute nach dem 0:2 eingewechselt, bei dem es auch blieb. Im Achtelfinale gegen die Niederlande wurde sie in der ersten Minute der Nachspielzeit – eine Minute nach dem 1:2 eingewechselt und konnte ebenfalls nichts mehr bewirken.
Beim 8:0-Sieg gegen die Ukraine am 10. Juni 2021 erzielte sie ihr erstes Tor für die Nadeshiko.
Sie wurde auch für die wegen der COVID-19-Pandemie um ein Jahr verschobenen Olympischen Spiele in Tokio  nominiert. Bei den Spielen spielte sie beim einzigen Sieg der Japanerinnen, dem 1:0 gegen Olympia-Neuling Chile über 90 Minuten. Ihre Mannschaft schied im Viertelfinale gegen den späteren Silbermedaillengewinner Schweden aus.
Für die Asienmeisterschaft im Januar 2022 wurde sie ebenfalls nominiert. Beim Turnier wurde sie dreimal eingewechselt: im ersten Gruppenspiel gegen Myanmar in der 84., im zweiten Gruppenspiel gegen Vietnam in der 55. und im Viertelfinale gegen Thailand in der 69. Minute. Durch den Sieg gegen Thailand qualifizierten sich die Japanerinnen als erste Mannschaft nach den Gastgeberinnen für die WM 2023. Im Halbfinale verloren sie im Elfmeterschießen gegen China.

## Erfolge

### Nationalmannschaft
- U-19-Asienmeisterschaft: 2017
- U-20-Weltmeisterschaft: 2018

### Vereine
- US-Meisterschaft 2021